# Samsa (Gericht)

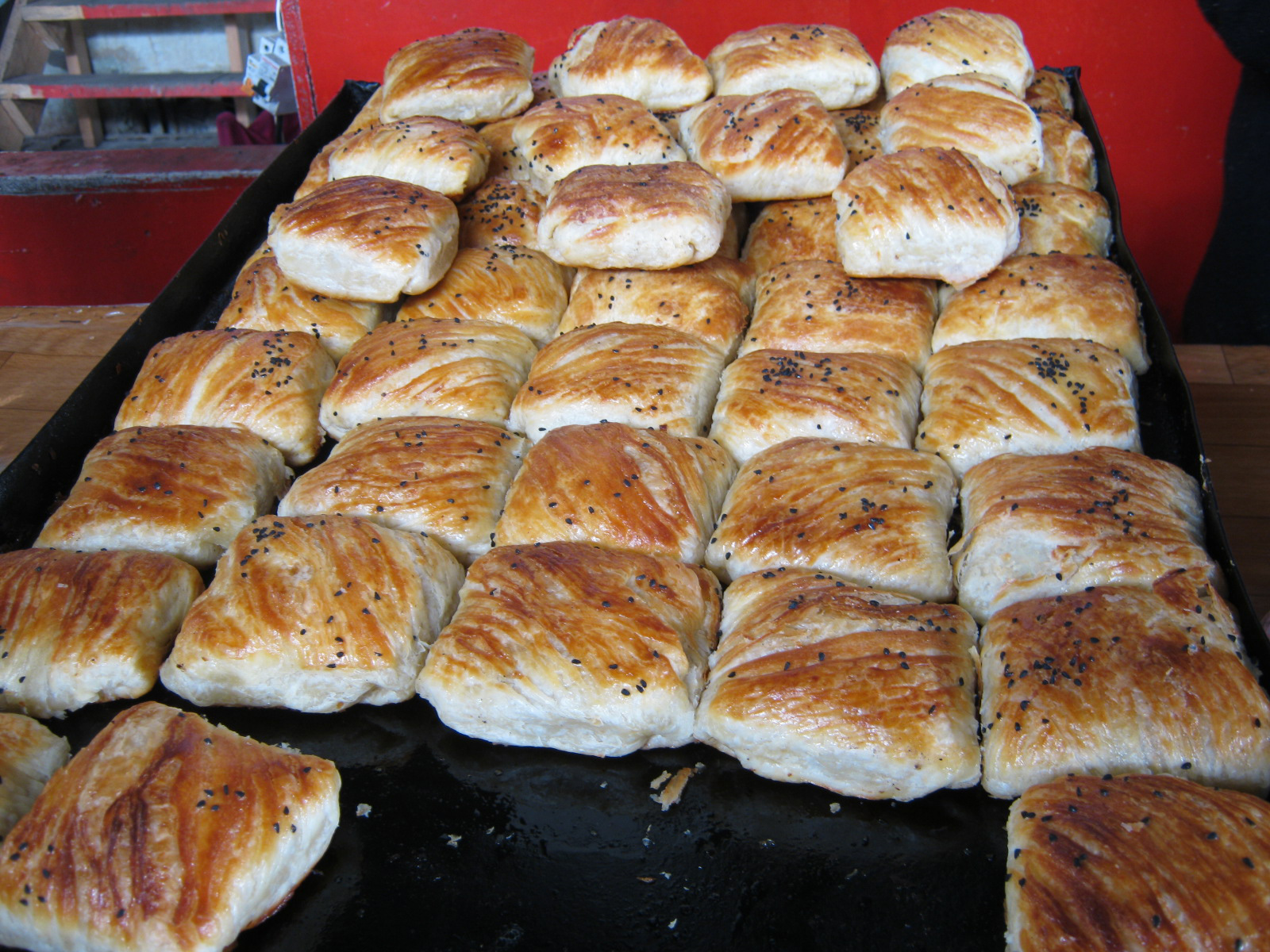
Samsa mit Kartoffeln

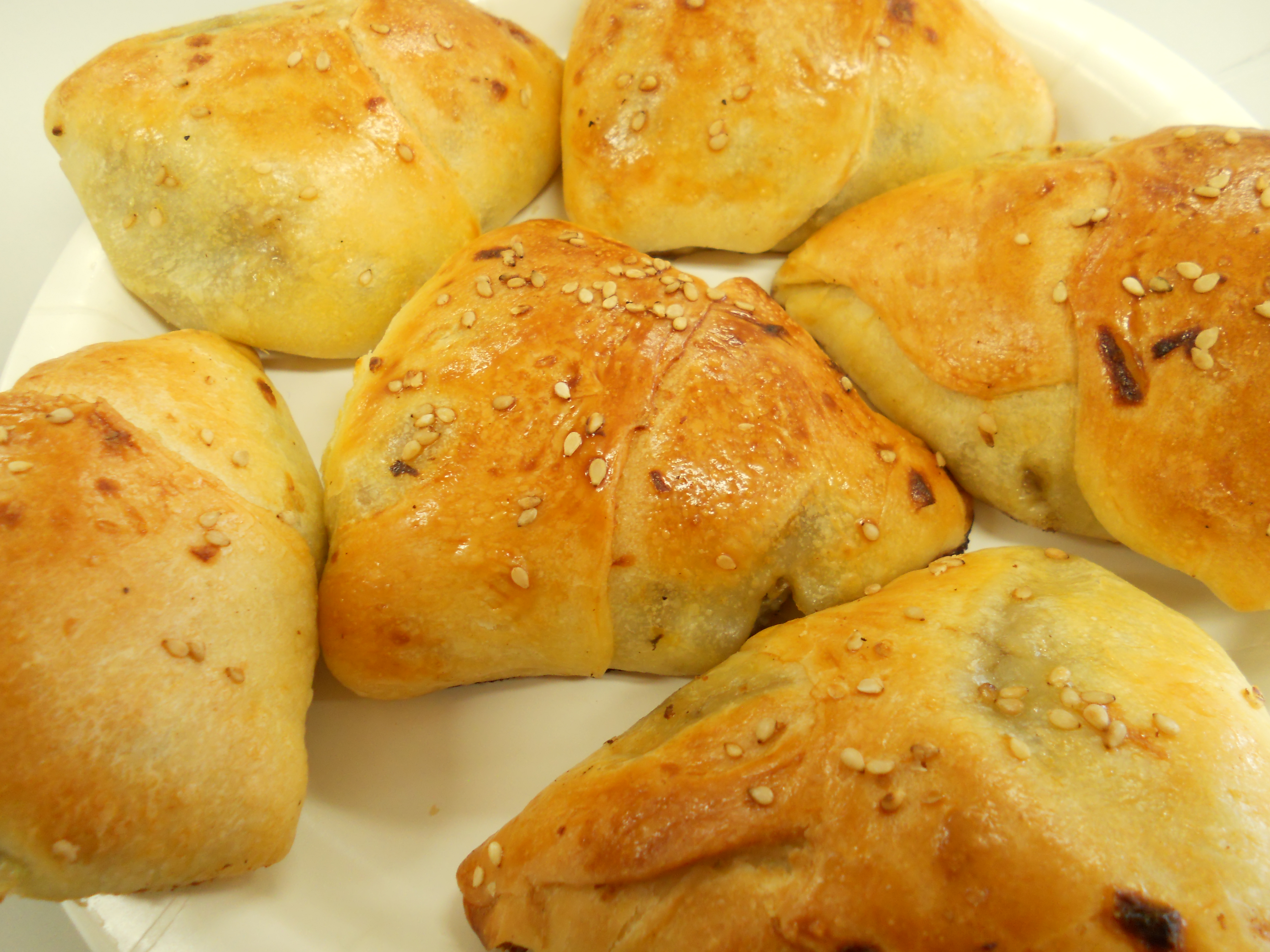
uigurisches Samsa mit Sesam

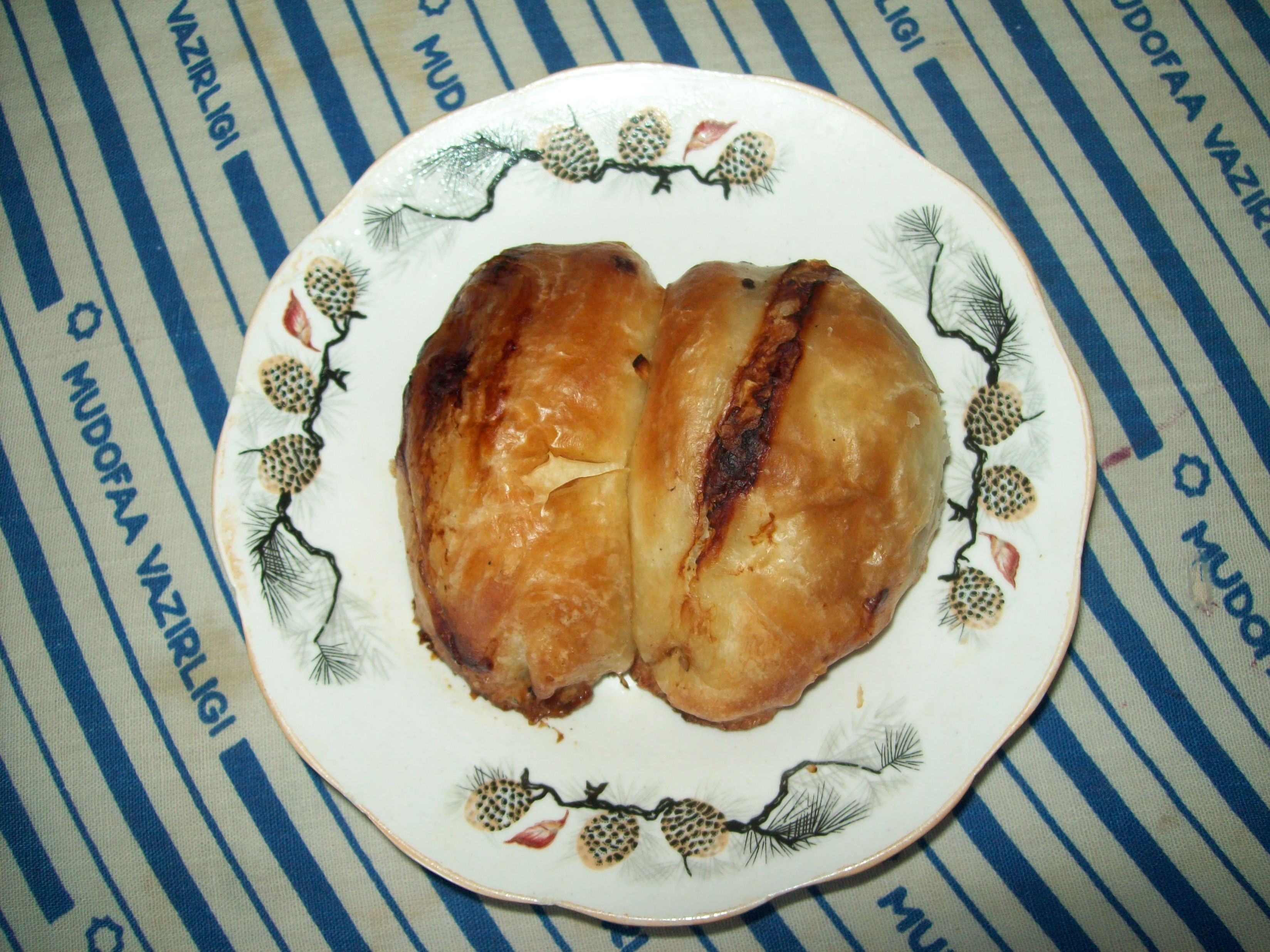
Doppel Samsa

Samsa oder Samosa ist ein Gericht, das Hackfleisch-Pasteten ähnlich ist, in einer beliebigen (quadratischen, dreieckigen oder am häufigsten abgerundeten) Form mit Füllung.

## Beschreibung
Samsa ist ein beliebtes Gericht in Süd-, Südost-, Zentral- und Südwestasien, auf der Arabischen Halbinsel, im Mittelmeer, in Nord- und Südafrika (es gibt viele Variationen bei der Zubereitung dieses Gerichts). Die Füllung für Samsa kann fein geschnittenes Lammfleisch enthalten, Fleisch von Fettschwanzschafen, Kartoffeln, Gemüse wie Erbsen oder Linsen, und wird oft mit Zwiebeln und Gewürzen abgeschmeckt. Auch Essig oder Tomatensauce mit Knoblauch und Kräutern können als Gewürz für Samsa verwendet werden.
Der Teig für Samsa ist immer ungesäuert und oft Blätterteig.
Der zentralasiatische Samsa mit Fleisch wird traditionell im Tandur gebacken, aber es gibt auch eine Variante von Samsa (normalerweise dreieckig oder quadratisch), die in elektrischen und Gasherd zubereitet wird.
In Tadschikistan, Usbekistan, Kasachstan, Kirgisistan und Xinjiang wird Samsa auf den Straßen und Märkten an mit Tabletts und Tanduren ausgestatteten Kiosken verkauft. Samsa ist auch ein beliebtes Gericht, das in kleinen Cafés und Restaurants am Straßenrand angeboten wird. Samsa wird auch in Restaurants serviert, obwohl es dort am häufigsten aus Butterteig gebacken wird und ein „europäisches“ Aussehen hat.

## Geschichte
Vielleicht hat sich Samsa während der Wanderungen des großen Tamerlan oder noch früher, in der Zeit von Alexander dem Großen verbreitet.
Die Rezepte von Samsa wurden nach der Eroberung des Territoriums Zentralasiens durch das Russische Reich (1865–1917) erheblich bereichert. So wurde zum Beispiel in Zentralasien kein erstklassiges Mehl verwendet, erst dann wurde es für die europäische Bevölkerung aus Russland sowie Kartoffeln und Kohl importiert. Aber dennoch bleibt Samsa ein unschlagbares Gericht der usbekischen Küche.

## Herkunft des Namens
Der Name des Gerichts geht auf Persisch zurück سنبوساگ sanbosag. Varianten von Namen in verschiedenen Sprachen umfassen: Iranisch سمبوسه oder persisch  سنبوسه sanbusé, englisch samosa (səˈmoʊsə) oder samoosa, hindi समोसा, urdu سموسه, arabisch سمبوسك sambūsak oder sambusaj, bengalisch  সিঙাড়া, iwrit סמבוסק sambusak, kasachisch самса sɑmsɑ́; usbekisch somsa sɒmsa, turkisch samsa böreği, turkmenisch somsa, tadschikisch самбӯса, portugiesisch chamuça.